# 艾森多夫
艾森多夫（德語：Eisendorf）是德国石勒苏益格－荷尔斯泰因州的一个市镇。总面积5.49平方公里，总人口304人，其中男性155人，女性149人（2011年12月31日），人口密度55人/平方公里。